# Wissam Ben Yedder
Wissam Ben Yedder (Sarcelles, 12 augustus 1990) is een Frans voetballer die doorgaans als aanvaller speelt. Ben Yedder debuteerde in 2018 in het Frans voetbalelftal.

## Clubcarrière
Ben Yedder debuteerde in 2010 in het betaald voetbal bij UJA Alfortville. Dat was op dat moment actief in de CFA, het vierde niveau in Frankrijk. Hier maakte hij in zijn eerste seizoen negen doelpunten in 23 wedstrijden. Yedder tekende in juli 2010 vervolgens bij Toulouse, in de Ligue 1. Hier werd hij vanaf het seizoen 2012/13 basisspeler. Hij speelde zes seizoenen voor de club, waarvoor hij tussen 2012 en 2016 elk seizoen veertien tot zeventien goals maakte in de Ligue 1. Daarmee droeg hij eraan bij dat de club in zowel 2014/15 als 2015/16 één plek boven de degradatiestreep bleef. Hij maakte in deze periode hattricks in competitiewedstrijden tegen respectievelijk FC Sochaux, Valenciennes en Stade de Reims.
Ben Yedder tekende in augustus 2016 een contract tot medio 2021 bij Sevilla FC, de winnaar van de Europa League in de voorgaande drie seizoenen. De Spaanse club betaalde circa €9.000.000,- voor hem aan Toulouse. Hier speelde hij zijn eerste wedstrijden in zowel de UEFA Champions League als de Europa League.
Hij tekende in augustus 2019 een contract tot medio 2024 bij AS Monaco, dat circa €40 miljoen voor hem betaalde aan Sevilla FC.

## Clubstatistieken
| Seizoen         | Club            | Competitie       | Competitie | Competitie | Beker | Beker | Internationaal | Internationaal | Totaal | Totaal |
| Seizoen         | Club            | Competitie       | Wed.       | Dlp.       | Wed.  | Dlp.  | Wed.           | Dlp.           | Wed.   | Dlp.   |
| --------------- | --------------- | ---------------- | ---------- | ---------- | ----- | ----- | -------------- | -------------- | ------ | ------ |
| 2009/10         | UJA Alfortville | CFA              | 23         | 9          | 0     | 0     | –              | –              | 23     | 9      |
| Club Totaal     | Club Totaal     | Club Totaal      | 23         | 9          | 0     | 0     | 0              | 0              | 23     | 9      |
| 2010/11         | Toulouse FC     | Ligue 1          | 4          | 0          | 1     | 0     | –              | –              | 5      | 0      |
| 2011/12         | Toulouse FC     | Ligue 1          | 9          | 1          | 2     | 0     | –              | –              | 11     | 1      |
| 2012/13         | Toulouse FC     | Ligue 1          | 34         | 15         | 3     | 0     | –              | –              | 37     | 15     |
| 2013/14         | Toulouse FC     | Ligue 1          | 38         | 16         | 4     | 1     | –              | –              | 42     | 17     |
| 2014/15         | Toulouse FC     | Ligue 1          | 36         | 14         | 2     | 1     | –              | –              | 38     | 15     |
| 2015/16         | Toulouse FC     | Ligue 1          | 35         | 17         | 6     | 6     | –              | –              | 41     | 23     |
| Club Totaal     | Club Totaal     | Club Totaal      | 156        | 63         | 18    | 8     | 0              | 0              | 174    | 71     |
| 2016/17         | Sevilla FC      | Primera División | 31         | 11         | 4     | 5     | 5              | 2              | 40     | 18     |
| 2017/18         | Sevilla FC      | Primera División | 25         | 9          | 6     | 3     | 11             | 10             | 42     | 22     |
| 2018/19         | Sevilla FC      | Primera División | 35         | 18         | 5     | 2     | 13             | 10             | 53     | 30     |
| Club Totaal     | Club Totaal     | Club Totaal      | 91         | 38         | 15    | 10    | 29             | 22             | 135    | 70     |
| 2019/20         | AS Monaco       | Ligue 1          | 26         | 18         | 5     | 1     | –              | –              | 31     | 19     |
| 2020/21         | AS Monaco       | Ligue 1          | 39         | 20         | 4     | 2     | –              | –              | 43     | 22     |
| 2021/22         | AS Monaco       | Ligue 1          | 37         | 25         | 4     | 5     | 8              | 2              | 49     | 32     |
| 2022/23         | AS Monaco       | Ligue 1          | 16         | 11         | 1     | 1     | 8              | 4              | 25     | 16     |
| Club Totaal     | Club Totaal     | Club Totaal      | 118        | 74         | 14    | 9     | 16             | 6              | 148    | 89     |
| Carrière totaal | Carrière totaal | Carrière totaal  | 388        | 184        | 47    | 27    | 45             | 28             | 498    | 221    |

## Interlandcarrière
Ben Yedder speelde in 2012 onder coach Erick Mombaerts vier wedstrijden in Jong Frankrijk. Hij debuteerde op 23 maart 2018 onder leiding van bondscoach Didier Deschamps in het Frans voetbalelftal, tijdens een met 2–3 verloren oefeninterland tegen Colombia. Ben Yedder kwam in de 73e minuut in het veld als vervanger van Olivier Giroud. Zijn eerste interlanddoelpunt volgde op 11 juni 2019. Hij schoot toen de 0–2 binnen in een met 0–4 gewonnen kwalificatiewedstrijd voor het EK 2020 in en tegen Andorra.
1 Lloris  ·
2 Pavard ·
3 Kimpembe ·
4 Varane ·
5 Lenglet ·
6 Pogba ·
7 Griezmann ·
8 Lemar ·
9 Giroud ·
10 Mbappé ·
11 Dembélé ·
12 Tolisso ·
13 Kanté ·
14 Rabiot ·
15 Zouma ·
16 Mandanda ·
17 Sissoko ·
18 Digne ·
19 Benzema ·
20 Coman ·
21 Hernández ·
22 Ben Yedder ·
23 Maignan ·
24 Dubois ·
25 Koundé ·
26 Thuram ·
Coach: Deschamps